# Risiocnemis varians
Risiocnemis varians är en trollsländeart som beskrevs av Hämäläinen 1991. Risiocnemis varians ingår i släktet Risiocnemis och familjen flodflicksländor. Inga underarter finns listade i Catalogue of Life.